# 人生得意衰盡歡
《人生得意衰盡歡》是1993年上映的一部香港電影，由趙崇基執導，楊麗青、李子雄主演。

## 故事概要
「日月旅行團」内擧辦的「圍友交誼會」是其中一個活動，「交誼會」是要求團友分享自己難忘的事情，本環節引來大量團友來分享自己的難忘事情。
女警梁梓君（楊麗青飾）、教師李倩兒（李麗珍飾）、美容師吳玉卿（袁潔瑩飾）、出租車司機狄尼路（劉青雲飾）、混混王三合（黃子華飾）由導游葛培葛培理帶領下在「日月旅行團」的泰國之旅去玩耍，但其實表面神父的葛培理真實身分是國際刑警...

## 人物角色
| 演員   | 角色   | 粵語配音        | 關係／備註 |
| 楊麗青 | 梁梓君 | 曾慶珏          | 女警 參加前往泰國的「日月旅行團」的旅客之一 李倩兒、狄尼路、王三合之好友                                                                                         |
| 李子雄 | 葛培理 | 張炳強          | 神父，真實身分是國際刑警 參加前往泰國的「日月旅行團」的導游，主要帶領李倩兒、美容師吳玉卿、出租車司機狄尼路、古惑仔王三合前往泰國遊玩 假扮成領隊到曼谷追查假鈔案 |
| 劉青雲 | 狄尼路 | 劉青雲          | 出租車司機 參加前往泰國的「日月旅行團」的旅客之一 李倩兒、梁梓君、王三合之好友                                                                                   |
| 黃子華 | 王三合 | 張炳強 / 黃子華 | 古惑仔 參加前往泰國的「日月旅行團」的旅客之一 性格口賤 李倩兒、梁梓君、狄尼路之好友                                                                              |
| 李麗珍 | 李倩兒 | 陸惠玲          | 教師 參加前往泰國的「日月旅行團」的旅客之一 狄尼路、梁梓君、王三合之好友                                                                                         |
| 袁潔瑩 | 吳玉卿 | 鄭麗麗          | 美容師 參加前往泰國的「日月旅行團」的旅客之一 王三合之冤家 |
| 馮克安 | 黑哥   | 陳欣            | 黑幫老大 一次險被梁梓君抄牌 |
| 葉蘊儀 | Ann    | 鄭麗麗          | 在曼谷賣淫的古怪少女 後被獲救 |
| 駱達華 | 古惑仔 | 張炳強          | 王三合所在社團的成員 和王三合不和 |
| 梁啟智 | 阿公   | 周永光          | 黑幫老大 王三合之老大，把其踢出社團 |
| 劉少君 | 職員   | 黃志成          | 「日月旅行團」的職員 陳經理之下屬 |

## 電影歌曲
| 歌名             | 演唱者         | 作曲   | 填詞   |
| 〈他她吱喳唳吖〉 | 錢嘉樂、方曉虹 | 黃耀光 | 黃耀光 |
| 〈星塵人生〉     | 錢嘉樂、方曉虹 | 黃耀光 | 黃耀光 |

## 軼事
樂隊Nowhere Boys歌曲《票房毒藥》︰「不怕成為票房完敗的曠世偉大作品！」本片成為黃子華電影史上票房最低的電影，他其後自封「票房毒藥」長達29年。相隔31年後，黃子華電影《破地獄》80日香港及澳門累計票房合共衝破1億5,958萬港元，是本片票房的3,109倍。

## 外部連結
- 香港影庫上《人生得意衰盡歡》的資料（繁體中文）
- 互联网电影数据库（IMDb）上《人生得意衰盡歡》的资料（英文）